# Idotea orientalis
Idotea orientalis là một loài chân đều trong họ Idoteidae. Loài này được Gurjanova miêu tả khoa học năm 1933.